# Негода Борис Михайлович
Бори́с Миха́йлович Него́да (7 квітня (офіційно — 8 квітня) 1944, Калиня Кам'янець-Подільського району Хмельницької області — 18 січня 2020, Кам'янець-Подільський) — український художник-графік.
Член Національної спілки художників України (від 1977). Заслужений художник України (Указ Президента України від 20 квітня 1999).

## Біографічні дані
Закінчив 1961 року Чернівецьке художньо-ремісниче училище, 1974 року — факультет графіки Київського художнього інституту (нині НАОМА — Національна академія образотворчого мистецтва і архітектури).
Від 1974 року працює в Кам'янці-Подільському художником-графіком від Чернівецької обласної спілки художників. Від 1997 року викладач живопису Кам'янець-Подільського педагогічного інституту (нині Кам'янець-Подільський національний університет імені Івана Огієнка), від 1999 року доцент кафедри образотворчого мистецтва.
Виставки у Москві (1976, 1977), Києві (1977, 1978, 1982), Чернівцях (1991, 1992), Румунії (1981), Болгарії (1986), США (місто Модесто, 1992).
Депутат Кам'янець-Подільської міської ради 20-го скликання (1987—1990).
Міська відзнака «Честь і шана» (2000).
Син Андрій, донька Ольга теж стали художниками.

## Твори
- «Лірницькі пісні Поділля» (1974).
- Серія гравюр за мотивами творів Ольги Кобилянської «У неділю рано зілля копала», «Земля» (1976).
- Цикл пастелей «Сни дитинства» (1994), «Осіння пісня весняних тіней» (1995), «Срібляста колискова білого коня» (1996).